# Мир без нас
«Мир без нас» (англ. The World Without Us) — нехудожественная книга о том, что произойдёт с естественной и искусственной средой, если люди вдруг исчезнут, написанная американским журналистом Аланом Вайсманом (англ. Alan Weisman) и опубликованная издательством «Сант Мартинз Томас Данн Букз». Книга является расширенной версией его статьи в «Дискавери» за февраль 2005 года «Земля без людей». Написанная в основном как мысленный эксперимент, она описывает, как будут разрушаться города и здания, как долго просуществуют созданные человеком вещи и как будут эволюционировать оставшиеся формы жизни. Вайсман приходит к выводу, что жилые кварталы покроются лесами в течение 500 лет, а радиоактивные отходы, бронзовые статуи, пластмасса, и гора Рашмор будут дольше всего свидетельствовать о присутствии человека на Земле.
Вайсман, будучи автором уже четырёх книг и многочисленных статей в журналах, путешествовал по всему миру для того, чтобы опросить учёных и представителей власти. Он использовал цитаты из этих интервью для обоснования прогноза. Книга была переведена и опубликована во Франции, Германии, Японии, Португалии, Испании и Италии. Она добилась успеха в США, достигнув 6-го места в списке бестселлеров «Нью-Йорк таймс» и первого места в «Сан-Франциско кроникл» в сентябре 2007 года.

## Предыстория
Перед книгой «Мир без нас» Алан Вайсман написал четыре книги, в том числе «Гавиотас: Деревня, которая вновь открыла мир» в 1998 году про экопоселение в Колумбии, и «Эхо в моей крови» в 1999 году про историю эмиграции его семьи с Украины в США.
Он работал в качестве международного журналиста американских журналов и газет и на момент написания был адъюнкт-профессором журналистики и латиноамериканских исследований при Университете штата Аризона. Должность требовала от него преподавать только один курс в течение весеннего семестра, и он имел возможность свободно передвигаться и проводить исследования в течение остального года.

## Содержание

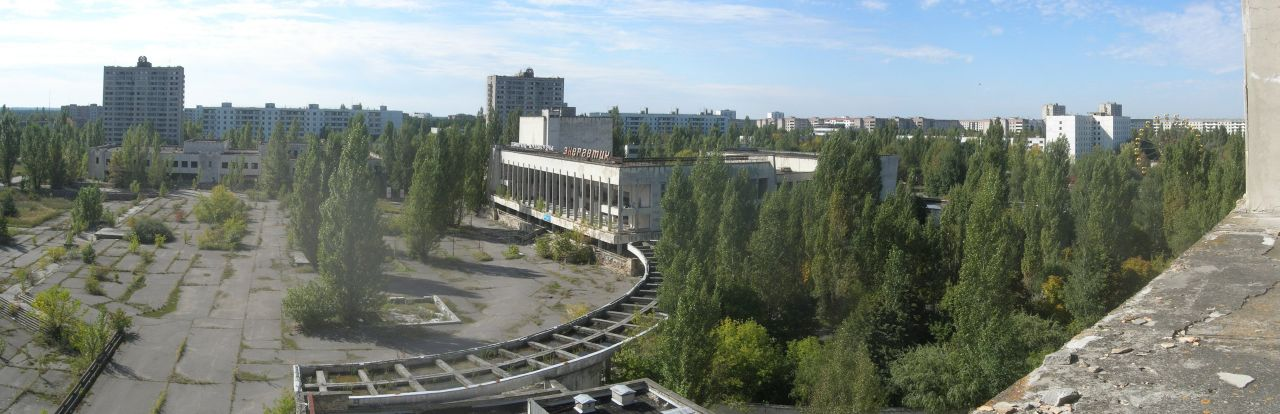
Покинутый город Припять

Книга состоит из 19 глав, каждая глава посвящена новой теме, как, например, возможная судьба пластмассы, нефтяной инфраструктуры, ядерных объектов и предметов искусства. Книга написана с позиций научной журналистики с объяснениями и фактами, обосновывающими его предсказания. В ней нет объединяющей описательной части, обзорной главы или набора тезисов.
Мысленный эксперимент Вейсмана исследует две темы: как природа будет реагировать на исчезновение людей и то, какое наследие оставит человечество. Чтобы предсказать, каким образом жизнь может продолжаться без людей, Вейсман рассматривает данные из районов, где природная среда существует с небольшим вмешательством человека, как Беловежская пуща, риф Кингмен и атолл Пальмира. Он взял интервью у биолога Е. О. Уилсона и встречался с членами корейской федерации за экологическое движение в корейской демилитаризованной зоне, где с 1953 года редко бывали люди. Он пытается понять, каким образом может развиваться жизнь, при этом отмечая предупреждение Дугласа Эрвина, что «мы не можем предсказать, как мир будет выглядеть 5 миллионов лет спустя, посмотрев на ныне живущих». Несколько глав посвящены мегафауне, которая, согласно предсказанию Вейсмана, в случае исчезновения человечества широко распространится. Он исследовал почвенные образцы последних 200 лет и экстраполировал концентрацию тяжелых металлов в будущее без промышленного производства, изучал возможность изменения уровня углекислого газа в атмосфере и последствия отсутствия человечества для климата.
Вейсман использовал данные об исчезнувшей цивилизации майя, чтобы проиллюстрировать, как быстро природа скрывает следы существования развитого общества. Чтобы продемонстрировать, как растительность может нанести ущерб строениям и инфраструктуре, Вейсман опросил гидрологов и служащих Панамского канала, где требуются постоянное сдерживание растительности джунглей и мероприятия против заиливания. Для иллюстрации будущего покинутых городов Вейсман рассматривал примеры Чернобыля (оставлен в 1986) и Вароши (оставлен в 1974 году). Автор приходит к выводу о том, что их структуры разрушаются под действием погодных условий, и другие формы жизни создают в них новые места обитания. В Турции Вейсман сравнивал современную практику строительства в быстрорастущем Стамбуле и методы строительства прошлого в подземных городах Каппадокии. Из-за большого спроса на жильё в Стамбуле значительная их часть была построена быстро, из случайных некачественных материалов и их могут разрушить крупные землетрясения или другие стихийные бедствия. Каппадокийские подземные города были построены тысячи лет назад из вулканического туфа, и, скорее всего, могут выжить ещё на протяжении столетий.
Вейсман использовал в качестве модели современный Нью-Йорк, чтобы рассмотреть, как может разрушаться неподдерживаемый человеком современный город. По его мнению, канализация засорится, подземные потоки воды наполнят тоннели метро, почвы под дорогами подвергнутся эрозии, образуются подземные пустоты. Используя интервью с членами Общества охраны дикой природы и представителями Нью-Йоркского Ботанического сада, Вайсман прогнозирует, что местная растительность будет возвращаться, распространясь из парков и окружающих зелёных поясов. Крысы и тараканы, не обеспеченные пищей и теплом, вымрут.
Вейсман объясняет, как обычный для США жилой дом будет разрушаться: сначала вода проникнет через крышу внутрь, начнёт разъедать древесину и гвозди, что приведёт к наклону стен и обрушению всего здания. По истечении пятисот лет все, что останется - это алюминиевые части посудомоечной машины, посуда из нержавеющей стали и пластиковые ручки. Гораздо дольше могут просуществовать радиоактивные материалы, керамика, бронзовые статуи, гора Рашмор, а в космическом пространстве также золотые таблички на аппарате «Вояджер» и радиоволны.
По мнению автора, полное исчезновение человечества без серьёзного ущерба для построек и окружающей среды крайне маловероятно.